# Saturno contro (colonna sonora)
Saturno contro è la colonna sonora dell'omonimo film del 2007 di Ferzan Özpetek.

## Descrizione
La colonna sonora vede Neffa al debutto come compositore e Riccardo Eberspacher (che vanta collaborazioni con A.D'Alatri, P.Squitieri, etc...), che creano musiche passionali dal sapore tangheggiante. Il disco contiene alcune rarità contemporanee e vintage, come l'allegra Zoo be zoo be di Sophia Loren e Remedios della cantante romana Gabriella Ferri, inoltre nel disco è compresa la cover di Je suis venue te dire que je m'en vais di Serge Gainsbourg interpretata da Carmen Consoli, già inserita nell'album État de necessité. Musiche registrate e mixate all'"House Recording Studio" di Roma da Simone Ciammarughi. Il disco è stato coordinato per Sony BMG da Marco Cestoni. Il videoclip di Passione è stato diretto da Maria Sole Tognazzi.

## Tracce
1. Neffa – Passione
2. Neffa – Ad un passo dal mare
3. Sophia Loren – Zoo be zoo be zoo
4. Neffa – Le rose e la pietra
5. Işın Karaca – Bitmemiş tango
6. Neffa – Il quadro
7. Gabriella Ferri – Remedios
8. Neffa – Tema dei pianeti (parte 1)
9. Neffa – Attesa
10. Nil Karaibrahimgil – Pirlanta
11. Neffa – Tema dei pianeti (parte 2)
12. Carmen Consoli – Je suis venue te dire que je m'en vais
13. Neffa – Passione (tango-beguine)

- Per le tracce 2, 4, 6, 8, 9, 11 le musiche sono di Neffa e orchestrate da Riccardo Eberspacher.